# May Sinclair
May Sinclair, pseudonimo di  Mary Amelia St. Clair (Rock Ferry, 24 agosto 1863 – 14 novembre 1946), è stata una scrittrice, critica letteraria e attivista britannica.
Pubblicò circa venti romanzi, più alcune raccolte di poesie e racconti. Era una attiva sostenitrice del movimento per il suffragio femminile e portavoce della Woman Writers' Suffrage League. È considerata importante anche come critica letteraria nell'ambito della prosa inglese del Novecento: fu lei a inventare l'espressione flusso di coscienza, oggi comune. Cessò di scrivere negli anni Venti, dopo che le venne diagnosticata la malattia di Parkinson.

## Opere
Di seguito l'elenco completo delle sue opere, edite e non edite in Italia.

### Romanzi
- Audrey Craven (1897)
- Mr and Mrs Nevill Tyson (1898)
- The Divine Fire (1904)
- Superseded (1906)
- The Helpmate (1907)
- The Judgement of Eve (pubblicato in rivista nel 1907, poi in volume nel 1908)
- Kitty Tailleur (1908)
- The Creators: A Comedy (1910)
- The Combined Maze (1913)
- The Three Sisters (1914)
- Tasker Jevons: The Real Story (1916)

- The Tree of Heaven (1917)

- Mary Olivier: A Life (1919)
- The Romantic (1920)
- Mr Waddington of Wyck (1921)
- Life and Death of Harriett Frean (1922)
- Anne Severn and the Fieldings (1922)
- A Cure of Souls (1924)
- Arnold Waterlow: A Life (1924)
- The Rector of Wyck (1925)
- Far End (1926)
- The Allinghams (1927)
- History of Anthony Waring (1927)

### Raccolte di racconti
- Two Sides of a Question (1901)
- The Return of the Prodigal (1914)
- The Judgement of Eve and Other Stories (1914)
- Uncanny Stories (1923)
- Tales Told by Simpson (1930)
- The Intercessor and Other Stories (1931)

### Saggistica
- A Defence of Idealism: Some Questions and Conclusions (1917)
- The New Idealism (1922)

### Poesie
- Nakiketas and Other Poems (con lo pseudonimo di Julian Sinclair, 1886)
- Essays in Verse (1892)
- The Dark Night (1924)

### Non fiction
- The Three Brontës (1912)
- A Journal of Impressions in Belgium (1915)

## Opere tradotte in italiano
- May Sinclair, La scoperta dell'assoluto e altre storie del mistero, traduzione di Cristina Cicognini, 8TTO EDIZIONI, 2021,  p. 304, ISBN 978-8831263160.
- May Sinclair, L'incrinatura nel cristallo e altre incredibili storie, Nilalienum Edizioni, 2020,  p. 207.
- May Sinclair, Vita e morte di Harriet Frean, Sellerio, 1997,  p. 96, ISBN 978-8838913549.